# Dangerous Woman (album)
Dangerous Woman – trzeci album studyjny amerykańskiej wokalistki Ariany Grande wydany 20 maja 2016 roku nakładem Republic Records.
Album jest kontynuacją drugiego albumu artystki My Everything (2014). Na płycie gościnnie wystąpili Nicki Minaj, Lil Wayne, Macy Gray i Future. Album Dangerous Woman zawiera utwory z gatunków pop i R&B, z wpływami dance-pop i house. Producentami albumu są Grande, Max Martin i Savan Kotecha.
Album zadebiutował na drugim miejscu listy Billboard 200, sprzedając się w pierwszym tygodniu w nakładzie 129 000 egzemplarzy. Album znalazł się na szczycie list sprzedaży płyt m.in. w Australii, Holandii, Irlandii, Wielkiej Brytanii, we Włoszech, Korei, Nowej Zelandii. 28 września 2016 roku uzyskał certyfikat złotej płyty w Polsce, a następnie – platynowej i czterokrotnie platynowej płyty. Album promowała trasa koncertowa Dangerous Woman Tour trwająca od lutego do września 2017 roku, w ciągu której wokalistka zagrała 78 koncertów na pięciu kontynentach.
Album otrzymał w większości pozytywne recenzje od krytyków. W celu promocji płyty Grande wystąpiła na galach Billboard Music Awards 2016 i MTV Video Music Awards 2016. Wzięła udział także w jednym z odcinków Saturday Night Live zarówno jako gospodarz, jak i gość muzyczny.

## Geneza
Grande zaczęła nagrywać piosenki na album wkrótce po zakończeniu prac nad swoim poprzednim albumem, My Everything (2014), kontynuowała pracę latem i jesienią wraz ze znajomymi Tommym Brownem i Victorią Monet między koncertami trasy The Honeymoon Tour. Utwór „Focus”, który początkowo miał być singlem albumu Dangerous Woman, został wydany w dniu 30 października 2015 roku. Utwór zadebiutował na 7. miejscu na liście Billboard Hot 100. Grande zakończyła pracę nad albumem 21 stycznia 2016 roku.
Płyta pierwotnie miała nosić tytuł Moonlight. W styczniu 2016 podczas programu Jimmy Kimmel Live! Grande ujawniła jednak, że nie jest jeszcze pewna nazwy albumu i może być ona zmieniona. 22 lutego 2016 roku Ariana ogłosiła za pośrednictwem Snapchata ostateczną nazwę albumu – Dangerous Woman. Następnego dnia opublikowała zdjęcie na Instagramie z podpisem będącym cytatem z powieści Woman at Point Zero egipskiej pisarki Nawal as-Sadawi: ''Ty jesteś brutalna jak Niebezpieczna kobieta... Ja mówię prawdę, a prawda jest brutalna i niebezpieczna''. Grande stwierdziła, że poprzez swoje czyny pragnie powiedzieć fanom, żeby sami byli silniejsi: ''Moonlight to piękny utwór, a to piękny tytuł. To bardzo romantyczna i na pewno łączy ze sobą muzykę dawną i nową muzykę, ale tytuł „Dangerous Woman” jest o wiele silniejszy. ... Dla mnie Niebezpieczna kobieta to ktoś, kto nie boi się stanąć, być sobą i być uczciwym.”

## Promocja
Grande ogłosiła ostateczny tytuł albumu 22 lutego 2016 roku poprzez platformę Snapchat. Dwa dni później uruchomiła stronę internetową, aby promować swój album, na której znajdował się punkt „TEA” w której piosenkarka ogłaszała nowe informacje dotyczące albumu, a także sekcja „SHOP”, w którym sprzedawane były akcesoria związane z jej albumami. Teraz zamiast punktu TEA znajduje się lista koncertów Dangerous Woman Tour. Oficjalna okładka albumu została zaprezentowana 10 marca 2016 za pośrednictwem kont społecznościowych i oficjalnej strony internetowej albumu. W dniu 12 marca 2016 roku, Grande była zarówno gospodarzem i muzycznym gościem na NBC Saturday Night Live, gdzie wykonała piosenkę „Dangerous Woman” i „Be Alright”. W kwietniu Grande po raz pierwszy wykonała na żywo piosenkę „Leave Me Lonely”. W dniu 13 maja 2016 Grande ogłosiła poprzez jej Instagram, że nowa piosenka z albumu będzie miała premierę wyłącznie na serwisie Apple Music aż do wydania albumu. Grande pojawiła się również w The Tonight Show w dniu 8 września 2016 roku.

### Trasa koncertowa
Grande ogłosiła plany trasy koncertowej Dangerous Woman Tour na swojej stronie internetowej w maju 2016. 9 września ogłosiła pierwszą datę koncertu, pierwsze bilety zostały sprzedawane od 20 września 2016 roku. Trasa koncertowa rozpoczęła się w lutym 2017 i trwała aż do września 2017 roku, w ciągu której wokalistka zagrała 78 koncertów na pięciu kontynentach.

## Single
Początkowo planowany jako singel utwór „Focus”, został wydany w dniu 30 października 2015 roku. Chociaż pierwotnie utwór miał być uwzględniony w standardowym wydaniu Dangerous Woman, ostatecznie został on dodany jedynie jako bonusowy utwór w japońskiej edycji albumu.
- „Dangerous Woman”

Pierwszy singel z albumu. Fragment utworu „Dangerous Woman” został wydany jako podkład muzyczny do programu CBS Victoria’s Secret Swim Special. Singel został wydany w dniu 11 marca 2016 roku, wraz z pre-orderem albumu w iTunes Store. Utwór został pobrany 118 000 razy w ciągu pierwszego tygodnia i zadebiutował na 10. miejscu listy Billboard Hot 100, stając się siódmym utworem Grande, który dotarł do pierwszej dziesiątki listy Hot 100 i piątym, który zadebiutował w pierwszej dziesiątce. Grande została pierwszą artystką w 57-letniej historii tego wykresu, której wszystkie single z jej trzech pierwszych albumów zadebiutowały w pierwszej dziesiątce listy.
- „Into You”

Drugi singel z albumu, został wydany 6 maja 2016 roku. Utwór zadebiutowała na 83. miejscu i dotarł do 13. miejsca listy Billboard Hot 100.
- „Side to Side”

Trzeci singel z albumu z gościnnym udziałem raperki Nicki Minaj, został wydany w dniu 30 sierpnia 2016 roku. Utwór zadebiutował na 31. miejscu i dotarł do 4. miejsca listy US Billboard Hot 100.
- „Everyday”

Czwarty singel z albumu, gościnnie występuje w nim raper Future, został wydany 10 stycznia 2017 roku.

### Promocyjne single
Pierwszy singiel promocyjny „Be Alright”, został wydany w dniu 18 marca 2016 roku, utwór zadebiutował na 43. miejscu listy US Billboard Hot 100.
Drugi singiel promocyjny „Let Me Love You”, z gościnnym udziałem rapera Lila Wayne’a został wydany w dniu 18 kwietnia 2016 r., debiutując na zaledwie 99. miejscu na liście Billboard Hot 100.

## Lista utworów
Na albumie znajduje się 11 utworów. Dodatkowo płyta została wydana w kilku wersjach: deluxe (15 utworów), japońska/target (17 utworów) oraz japońska edycja specjalna, na której znajduje się dodatkowo utwór „Focus”.
Wersja standardowa
1. „Moonlight”
2. „Dangerous Woman”
3. „Be Alright”
4. „Into You”
5. „Side to Side” (ft. Nicki Minaj)
6. „Let Me Love You” (ft. Lil Wayne)
7. „Greedy”[32][33]
8. „Leave Me Lonely” (ft. Macy Gray)[34]
9. „Everyday” (ft. Future)
10. „Bad Decisions”
11. „Thinking Bout You”

Wersja deluxe
1. „Moonlight”
2. „Dangerous Woman”
3. „Be Alright”
4. „Into You”
5. „Side to Side” (ft. Nicki Minaj)
6. „Let Me Love You” (ft. Lil Wayne)
7. „Greedy”
8. „Leave Me Lonely” (ft. Macy Gray)
9. „Everyday” (ft. Future)
10. „Sometimes”
11. „I Don’t Care”
12. „Bad Decisions”
13. „Touch It”
14. „Knew Better / Forever Boy”
15. „Thinking Bout You”

Wersja japońska/target
1. „Moonlight”
2. „Dangerous Woman”
3. „Be Alright”
4. „Into You”
5. „Side to Side” (ft. Nicki Minaj)
6. „Let Me Love You” (ft. Lil Wayne)
7. „Greedy”
8. „Leave Me Lonely” (ft. Macy Gray)
9. „Everyday” (ft. Future)
10. „Sometimes”
11. „I Don’t Care”
12. „Bad Decisions”
13. „Touch It”
14. „Knew Better/Forever Boy”
15. „Thinking Bout You”
16. „Step On Up”
17. „Jason’s Song (Gave It Away)”

Japońska edycja specjalna
1. „Moonlight”
2. „Dangerous Woman”
3. „Be Alright”
4. „Into You”
5. „Side to Side” (ft. Nicki Minaj)
6. „Let Me Love You” (ft. Lil Wayne)
7. „Greedy”
8. „Leave Me Lonely” (ft. Macy Gray)
9. „Everyday” (ft. Future)
10. „Sometimes”
11. „I Don’t Care”
12. „Bad Decisions”
13. „Touch It”
14. „Knew Better/Forever Boy”
15. „Thinking Bout You”
16. „Focus”